# 圣艾蒂安德希尼
圣艾蒂安德希尼（法語：Saint-Étienne-de-Chigny，法語發音：[sɛ̃.t‿etjɛn də ʃiɲi] ⓘ）是法国安德尔-卢瓦尔省的一个市镇，位于该省西部，卢瓦尔河右岸，省会图尔市区以西约13公里，属于图尔区和图尔-卢瓦尔河谷都会区。该市镇总面积21.11 平方千米，海拔在37至108米之间，2022年1月1日年时的人口为1,595人。

## 地理
圣艾蒂安德希尼（47°22'12"N, 0°30'58"E）面积21.11 平方千米，位于法国中央-卢瓦尔河谷大区安德尔-卢瓦尔省，该省份为法国中西部省份，北起萨尔特省、东北接卢瓦-谢尔省，东南接安德尔省，南至维埃纳省，西临曼恩-卢瓦尔省。
与圣艾蒂安德希尼接壤的市镇（或旧市镇、城区）包括：昂比尤、贝尔特奈、桑马尔拉皮勒、吕讷、图赖讷地区马济耶尔。
圣艾蒂安德希尼的时区为UTC+01:00、UTC+02:00（夏令时）。

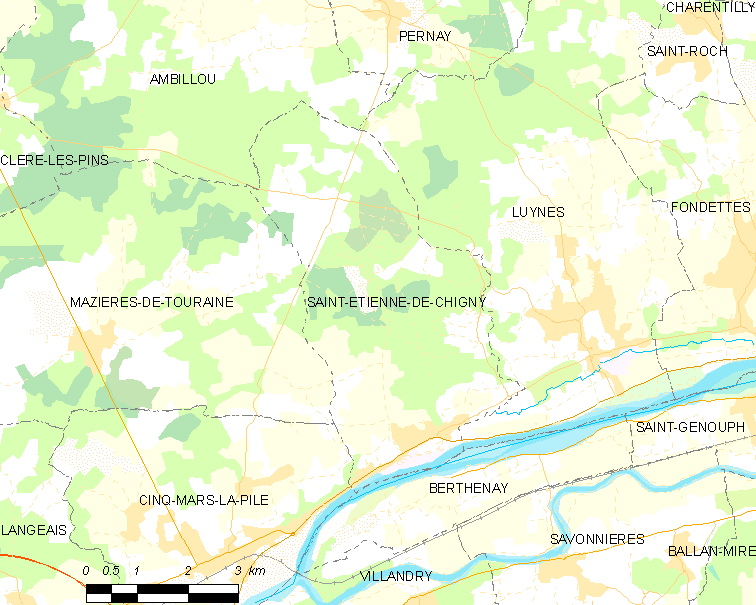
圣艾蒂安德希尼的OSM定位图

## 行政
圣艾蒂安德希尼的邮政编码为37230，INSEE市镇编码为37217。

## 政治
圣艾蒂安德希尼所属的省级选区为卢瓦尔河畔圣西尔县。

## 交通
安德尔-卢瓦尔省省道D952线沿卢瓦尔河右岸经过圣艾蒂安德希尼，另有省道D48线和D49线在境内北部交汇。

## 人口

1962-2008年间圣艾蒂安德希尼人口变化图示

圣艾蒂安德希尼于2022年1月1日时的人口数量为1595人。